# Пйотркув-Перший
Пйотркув-Перший (пол. Piotrków Pierwszy) — село в Польщі, у гміні Яблонна Люблінського повіту Люблінського воєводства.
Населення — 1818 осіб (2011).

## Демографія
Демографічна структура станом на 31 березня 2011 року:
|          | Загалом | Допрацездатний вік | Працездатний вік | Постпрацездатний вік |
| -------- | ------- | ------------------ | ---------------- | -------------------- |
| Чоловіки | 890     | 197                | 592              | 101                  |
| Жінки    | 928     | 164                | 515              | 249                  |
| Разом    | 1818    | 361                | 1107             | 350                  |